# Vernègues
Vernègues è un comune francese di 1 411 abitanti situato nel dipartimento delle Bocche del Rodano della regione della Provenza-Alpi-Costa Azzurra.

## Monumenti e luoghi d'interesse

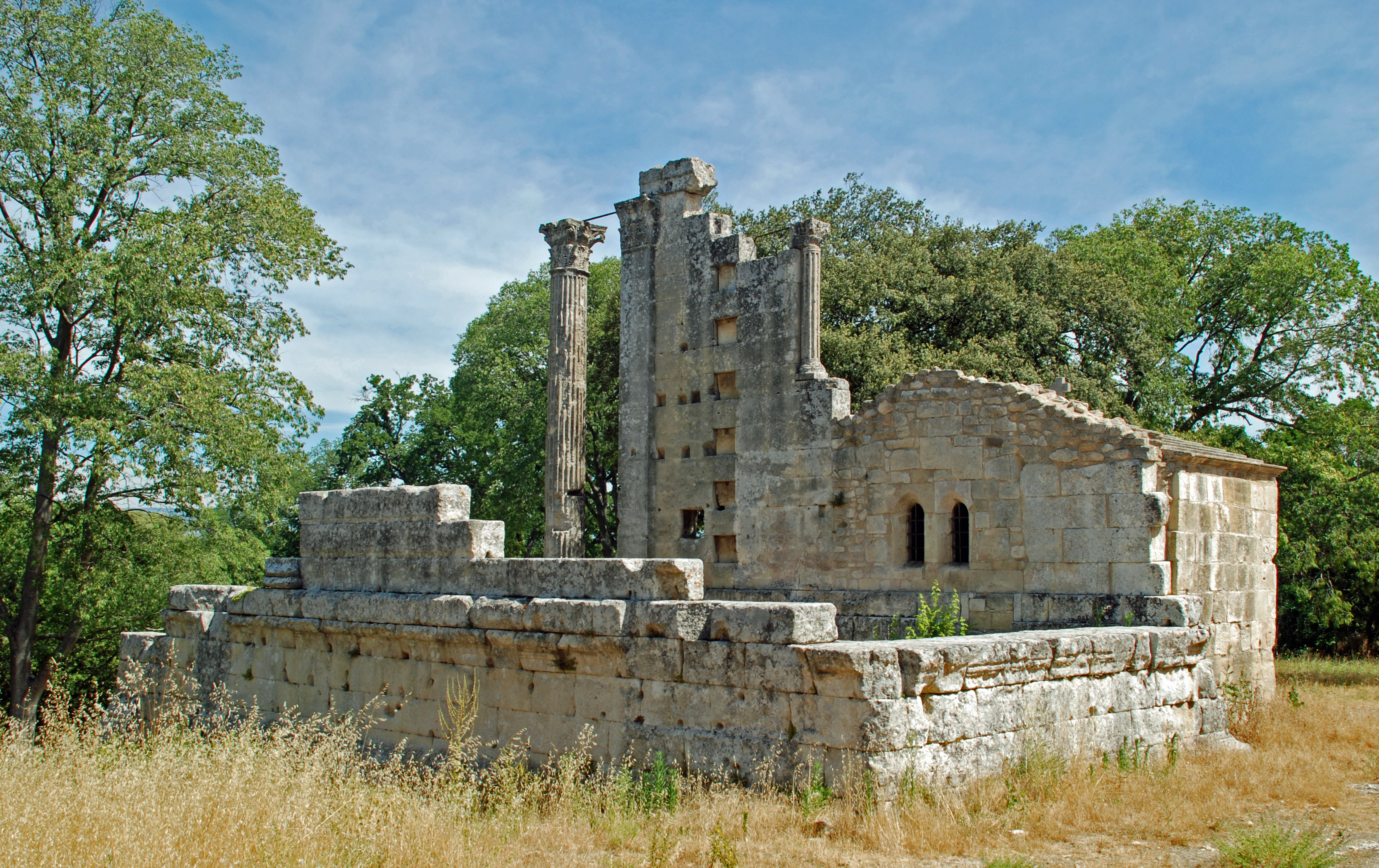
Tempio romano

- Tempio romano di Château-Bas

## Società

### Evoluzione demografica
Abitanti censiti